# Данченко Олександр Іванович
Олекса́ндр Іва́нович Да́нченко (нар. 14 листопада 1974, Кривий Ріг, Дніпропетровська область, Українська РСР, СРСР) — український політик, керівник вищої ланки, народний депутат України 8-го скликання, член парламентської фракції Об'єднання «Самопоміч», голова Комітету Верховної Ради України з питань інформатизації та зв'язку (з грудня 2014), топ-менеджер у сфері інформаційних технологій, екс-генеральний директор «Датагруп».

## Життєпис
Закінчив середню школу № 108 у м. Київ зі срібною медаллю. Має повну вищу освіту. У 1997 році закінчив Національний технічний університет України «Київський політехнічний інститут» за спеціальністю «Конструювання і технологія радіоелектронних засобів». Отримав ступінь МВА у Міжнародному інституті менеджменту (м. Київ) у 2007 році. Має міжнародну освіту — закінчив Інститут адміністративного управління телекомунікаціями ТЕМІС у Канаді.
Кар'єру розпочав у 1995 з посади технічного директора у компанії «УкрТракс». У 1998 очолив компанію «СіТіСі», яка займалася супутниковим зв'язком. З 2001 — генеральний директор телекомунікаційної компанії «Датасат». У 2005 на базі компаній «СіТіСі», «Датасат», «Датаком» та «Крокус Телеком» під його керівництвом був створений національний оператор зв'язку «Датагруп». З моменту створення «Датагруп» і до виборів до ВРУ (2014) обіймав посаду генерального директора.

## Відзнаки
Олександр Данченко у 2004 році отримав державну відзнаку «Почесний зв'язківець України». З 2007 року входить до трійки найкращих керівників у галузі зв'язку за критеріями успішності бізнесу та власної ефективності. У 2007 і 2008 роках ставав найкращим топ-менеджером на ринку фіксованого зв'язку за версією видавництва «Економіка». У 2012 році увійшов до рейтингу ТОП-30 найкращих топ-менеджерів України того ж видавництва.

## Громадсько-політична діяльність
Займається громадською діяльністю. Протягом останніх трьох років були реалізовані проєкти з дитячого (підтримка дитячої футбольної команди ДЮСШ-15) та дорослого спорту (Кубок України з футболу та Суперкубок України з футболу, створював Лігу змішаних єдиноборств України), підтримки малого та середнього бізнесу, освіти (КПІ) та телемедицини (в рамках співпраці з благодійним фондом «Відкриті серця»). Займається філантропічною роботою.
У складі профільних громадських організацій та як експерт ринку брав участь у створенні галузевих та економічних нормативно-правових актів, реформуванні діючого законодавства.
Позапартійний та на виборчі посади не обирався. Дев'ятий номер у списку партії «Самопоміч» на парламентських виборах в Україні 2014 року.

## Сім'я і особисте життя
Розлучений, виховує двох доньок. Захоплюється футболом, рибальством,  змішаними єдиноборствами та екстремальними видами спорту.